# Хираяма, Сота
Сота Хираяма (яп. 平山 相太 Хираяма Со:та, род. 6 июня 1985, Китакюсю, Фукуока) — японский футболист, выступавший на позиции нападающего.

## Карьера
На протяжении своей футбольной карьеры выступал за клубы «Хераклес», «Токио».

## Национальная сборная
В 2010 году сыграл за национальную сборную Японии 4 матча, в которых забил 3 гола.

## Статистика за сборную
| Сборная Японии | Сборная Японии | Сборная Японии |
| Год            | Матчи          | Голы           |
| -------------- | -------------- | -------------- |
| 2010           | 4              | 3              |
| Итого          | 4              | 3              |

## Достижения
- Кубок Императора: 2011
- Кубок Джей-лиги: 2009